# Liu Xiang (Leichtathlet)
Liu Xiang (chinesisch 刘翔, Pinyin Liú Xiáng; * 13. Juli 1983 in Shanghai) ist ein ehemaliger chinesischer Leichtathlet, der sich auf den 110-Meter-Hürdenlauf spezialisiert hat. Er wurde Olympiasieger und Weltmeister und gewann zahlreiche Goldmedaillen auf kontinentaler Ebene und war Inhaber des Weltrekordes, weshalb er einer der erfolgreichsten asiatischen Leichtathleten aller Zeiten ist.

## Sportliche Laufbahn
Liu Xiang begann seine sportliche Laufbahn zunächst als Hochspringer, doch auf internationaler Ebene konnte er infolge zu geringer Sprungkraft nicht mithalten und wechselte zum Hürdensprint. Erste internationale Erfahrungen sammelte er im Jahr 2000, als er bei den Juniorenweltmeisterschaften in Santiago de Chile in 13,87 s den vierten Platz belegte. Im Jahr darauf siegte er bei den Ostasienspielen in Osaka mit neuem Spielerekord von 13,42 s und qualifizierte sich damit für die Weltmeisterschaften im kanadischen Edmonton, bei denen er mit 13,51 s im Halbfinale ausschied. Daraufhin nahm er an der Sommer-Universiade in Peking teil und siegte dort in 13,33 s. 2002 stellte er bei der Athletissima in Lausanne mit 13,12 s einen neuen Juniorenweltrekord auf, der gleichzeitig auch einen neuen Asienrekord bedeutete. Damit verbesserte er die Bestmarke des US-Amerikaners Renaldo Nehemiah, die beinahe 25 Jahre Bestand hatte. Anschließend siegte er bei den Asienmeisterschaften in Colombo in 13,56 s und konnte seinen Lauf beim IAAF World Cup in Madrid nicht beenden. Zudem nahm er anschließend erstmals an den Asienspielen in Busan teil und siegte dort mit neuem Spielerekord von 13,27 s.
2003 gewann er bei den Hallenweltmeisterschaften in Birmingham in 7,52 s die Bronzemedaille im 60-Meter-Hürdenlauf hinter dem US-Amerikaner Allen Johnson und Anier García aus Kuba. Auch bei den Freiluftweltmeisterschaften in Paris/Saint-Denis im selben Jahr erreichte er über 110 m Hürden das Finale und gewann dort in 13,23 s die Bronzemedaille hinter den US-Amerikanern Allen Johnson und Terrence Trammell. Anschließend wurde er beim IAAF World Athletics Final in Monaco in 13,27 s Vierter. Im Jahr darauf gewann er bei den Hallenweltmeisterschaften in Budapest in 7,43 s die Silbermedaille hinter Johnson und stellte damit einen neuen Asienrekord auf. Seinen größten sportlichen Erfolg konnte er bei den Olympischen Spielen in Athen feiern. Dort gewann er das Finalrennen über 110 Meter Hürden in 12,91 s und egalisierte damit den von Colin Jackson gehaltenen Weltrekord.
2005 musste er sich bei den Weltmeisterschaften in Helsinki mit 13,08 s dem Franzosen Ladji Doucouré geschlagen geben und gewann die Silbermedaille. Anschließend siegte er bei den Asienmeisterschaften in Incheon in 13,30 s sowie bei den Ostasienspielen in Macau mit neuem Spielerekord von 13,21 s. Am 11. Juli 2006 wurde er zum alleinigen Weltrekordhalter über 110 Meter Hürden, als er beim Leichtathletik-Meeting in Lausanne die Ziellinie nach 12,88 s überquerte und damit den bisherigen Rekord um drei Hundertstelsekunden verbesserte. Auch der Zweitplatzierte Dominique Arnold blieb mit seiner Zeit von 12,90 s unter dem alten Weltrekord und stellte damit einen neuen US-Rekord auf. Anfang September siegte er dann beim World Athletics Final in Stuttgart in 12,96 s und durchbrach dort erneut die 13-Sekudnden-Marke. Beim World Cup in Athen lief er 13,03 s und wurde damit Zweiter hinter dem US-Amerikaner Allen Johnson. Anschließend nahm er erneut an den Asienspielen in Doha teil und verteidigte dort mit neuem Spielerekord von 13,15 s seinen Titel aus dem Jahr 2002.
2007 gewann er schließlich bei seinen vierten Weltmeisterschaften in Osaka in 12,95 s seinen Weltmeistertitel. Im Jahr darauf siegte er bei den Hallenweltmeisterschaften in Valencia in 7,46 s über 60 m Hürden und nahm im Sommer erneut an den Olympischen Spielen in Peking teil, musste dort aber nach einem nicht selbst verursachten Fehlstart im Vorlauf wegen einer Achillessehnenentzündung aufgeben, die ihn bereits zuvor behindert hatte. Die Verletzung zwang ihn zu einer über einjährigen Pause. Nachdem er hierdurch an den Weltmeisterschaften 2009 in Berlin nicht teilnehmen konnte, siegte er im November bei den Asienmeisterschaften in Guangzhou in 13,50 s und anschließend auch bei den Ostasienspielen in Hongkong in 13,66 S. 2010 belegte er bei den Hallenweltmeisterschaften in Doha in 7,65 s den sechsten Platz über 60 m Hürden und siegte im November in 13,09 s zum dritten Mal in Folge bei den Asienspielen in Guangzhou.
2011 feierte er bei den Asienmeisterschaften in Kōbe in 13,22 s seinen dritten Titelgewinn und gewann anschließend bei den Weltmeisterschaften in Daegu in 13,27 s die Silbermedaille hinter dem US-Amerikaner Jason Richardson Vizeweltmeister, nachdem der Kubaner Dayron Robles wegen Behinderung disqualifiziert worden war. Im Jahr darauf verbesserte er in Birmingham den Asienrekord im 60-Meter-Hürdenlauf auf 7,41 s und gewann kurz darauf bei den Hallenweltmeisterschaften in Istanbul in 7,49 s die Silbermedaille hinter dem US-Amerikaner Aries Merritt. Beim Prefontaine Classic in Eugene (Oregon) am 2. Juni 2012 stellte er mit einer Zeit von 12,87 s den Weltrekord von Dayron Robles ein. Der zu starke Rückenwind (2,4 m/s) verhinderte allerdings eine offizielle Anerkennung seiner Leistung. Bei den Olympischen Spielen in London schied Liu Xiang nach einem Sturz nach der ersten Hürde bereits im Vorlauf aus. Dieser Wettkampf stellte seinen letzten offiziellen Auftritt dar. Trotz zahlreicher Versuche für ein Comeback ging er bis 2015 nie mehr an den Start und beendete dann am 7. April 2015 offiziell seine aktive sportliche Karriere.
In den Jahren 2002 und 2004 sowie 2005 und 2006 wurde Liu chinesischer Meister im 110-Meter-Hürdenlauf.
Im Zuge der Olympischen Jugendspiele in Nanjing war Liu gemeinsam mit Kajsa Bergqvist und Dwight Phillips und anderen ein Athlete Role Model des Internationalen Olympischen Komitees. Zudem veranstaltete er ein Event zur Förderung der Leichtathletik für Kinder. Auch für die Leichtathletik-Weltmeisterschaften 2015 in Peking war er als Promoter tätig.

## Persönliche Bestleistungen
- 110 m Hürden: 12,88 s (+1,1 m/s), 11. Juli 2006 in Lausanne (Asienrekord)
  - 50 m Hürden (Halle): 6,44 s, 28. Februar 2004 in Liévin (Asienrekord)
  - 60 m Hürden (Halle): 7,41 s, 18. Februar 2012 in Birmingham (Asienrekord)

### Leistungsdaten
Liu Xiangs 110-Meter-Hürden-Zeiten unter 13 Sekunden:
| Rang               | Leichtathlet  | Anzahl |
| ------------------ | ------------- | ------ |
| 1.                 | Allen Johnson | 11     |
| 2.                 | David Oliver  | 9      |
| 3.                 | Dayron Robles | 8      |
| 3.                 | Aries Merritt | 8      |
| 5.                 | Liu Xiang     | 6      |
| 6.                 | Colin Jackson | 5      |
| 7.                 | Omar McLeod   | 4      |
| Stand: 7. Mai 2018 |               |        |

| Zeit (s) | Wind (m/s) | Datum         | Ort                               |
| 12,88    | 1,1        | 11. Juli 2006 | Lausanne (Athletissima)           |
| 12,91    | 0,3        | 27. Aug. 2004 | Athen (XXVIII. Olympische Spiele) |
| 12,92    | 1,5        | 2. Juni 2007  | New York City                     |
| 12,93    | −0,6       | 9. Sep. 2006  | Stuttgart (4. IAAF Weltfinale)    |
| 12,95    | 1,7        | 31. Aug. 2007 | Osaka (Weltmeisterschaften 2007)  |
| 12,97    | 0,4        | 19. Mai 2012  | Shanghai (Diamond-League-Meeting) |

## Persönliches
Liu Xiang war von 2014 bis 2015 mit der Schauspielerin Ge Tian verheiratet und seit 2016 ist er mit der Stabhochspringerin Wu Sha verheiratet. Er war Markenbotschafter für die Firmen Coca-Cola und Cadillac und wurde während seiner aktiven Zeit vom Sportartikelhersteller Nike gesponsert.